# St. Michael am Wasserturm

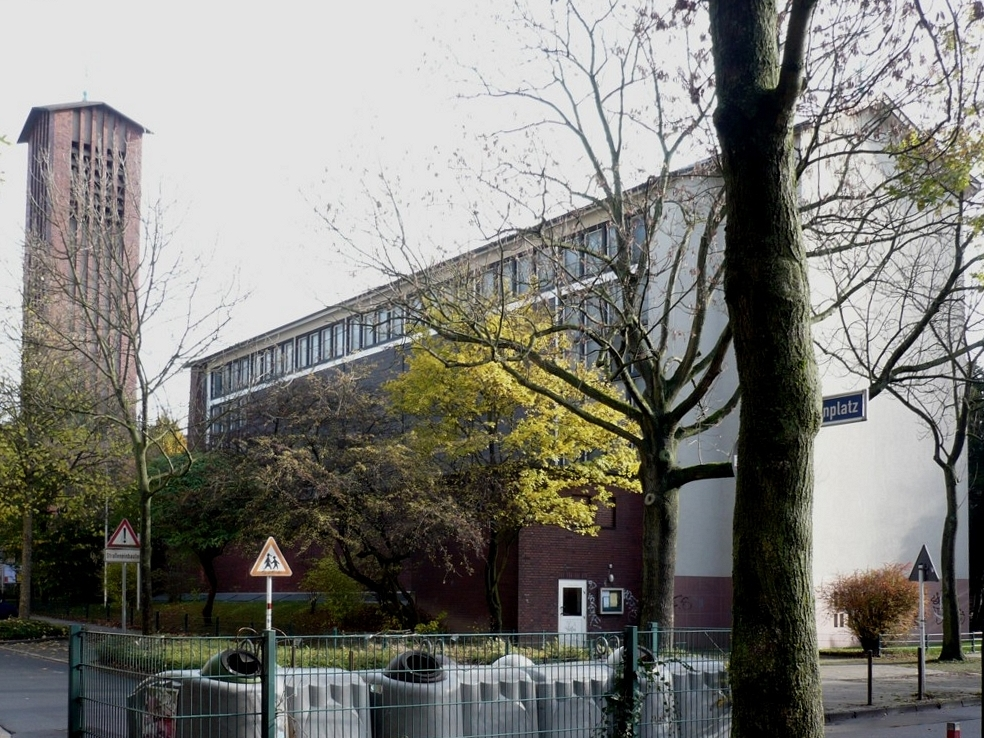
Blick von Westen

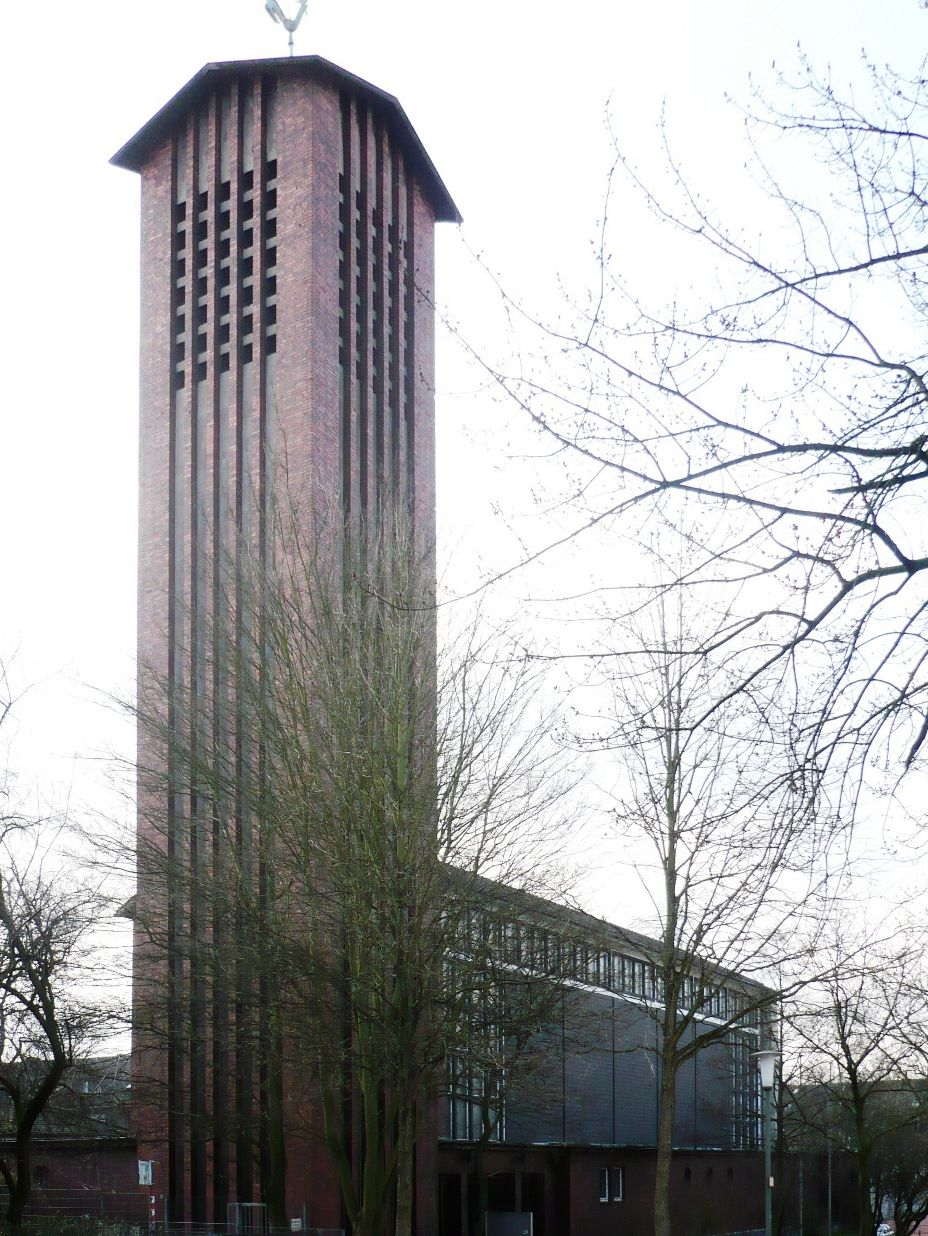
Blick von Osten

Die Filialkirche St. Michael am Wasserturm wurde 1954 im Essener Südostviertel errichtet und gehört zur am 20. April 2008 gegründeten Pfarrei St. Gertrud. Ihr Vorgängerbau aus dem Jahr 1904 stand auf einem anderen Grundstück und wurde im Zweiten Weltkrieg zerstört.
Die Kirche wurde am Ostermontag, 22. April 2019, mit dem letzten Gemeindegottesdienst außer Dienst gestellt.

## Vorgeschichte
Ende des 19., Anfang des 20. Jahrhunderts war die Industrialisierung durch den Bergbau und die Eisen- und Stahlindustrie in Essen und dem gesamten Ruhrgebiet schon weit fortgeschritten. Sehr viele Arbeitskräfte wurden damit angezogen, für die immer mehr Wohnungen gebaut wurden. So entstanden um das Zentrum Essens neue Stadtteile, die nach der Himmelsrichtung des Viertels benannt wurden. Damit richtete man für die Kirche 1897 den Seelsorgebezirk Süd und 1904 den Seelsorgebezirk Nord ein. Die Pfarrei des Essener Münsters reichte schon längst nicht mehr aus. Und so bekam auch das Ostviertel, damals Steeler Berg genannt, da hier die Steeler Chaussee, die heutige Steeler Straße, bergauf in Richtung Steele verlief, durch den Einsatz des Kirchenvorstandes von St. Johann einen Seelsorgebereich. Dazu wurde am 26. Oktober 1898 die Katholische Gemeindeschule X (römisch: zehn) an der Wächtlerstraße eröffnet, die zuvor, am 29. September 1898, dem Fest des Erzengels Michael, eingesegnet wurde. Zur Eröffnung besuchten 464 Kinder diese Schule. Am 30. Januar 1900 gründete man, unter dem Vorsitz des Pfarrers von St. Johann, Arnold Reyners, den Kirchbauverein St. Michael. Bei einer Versammlung im Saal des Wasserturms am Steeler Berg am 8. März 1900 beschlossen und genehmigten die katholischen Gläubigen des Ostviertels die Satzung des Vereins zum Bau einer katholischen Kirche auf dem Steeler Berg. So setzte sich auch der damalige Münsterkaplan, Wilhelm Pastern, für den Bau einer St.-Michael-Kirche ein; zur Erinnerung an einen Altar, der sich einmal im Essener Münster zu Ehren des Erzengels Michael befand. Bereits am 27. Januar 1901 fand sich ein St.-Michael-Gesangsverein zusammen, und ein Jahr später war ein Paramenten-Verein gegründet worden. Den damaligen Verhältnissen entsprechend, war zunächst eine Art Notkirche in Fachwerkbauweise geplant, die allerdings keine Baugenehmigung erhielt. Man schrieb ein solides Steingebäude vor.

## Die Vorkriegskirche und ihre Gemeinde
Der neoromanische Kirchbau war von dem Essener Architekten Wilhelm Venhofen entworfen worden. Die Grundsteinlegung des etwa 48.000 Mark teuren Sakralbaus wurde dann am 11. Oktober 1903 gefeiert. Nach Einsegnung der neuen Kirche durch Pfarrer Reyners wurde am 5. Juni 1904 der erste Gottesdienst abgehalten. Zu diesem Ereignis prozessierte die Geistlichkeit der Essener Münsterpfarre über die Steeler Chaussee (heute Steeler Straße) und die Leopoldstraße zur neuen St.-Michael-Kirche an der Wächtlerstraße 52–54 ⊙. Vom ersten Tag an war Heinrich Giesbert erster Küster. Zu Anfang zählte die Rektoratsgemeinde, deren Rektor und Pfarrer Gustav Meinertz war, rund 5000 Katholiken. Die Gemeindeschule X unterrichtete in nun 15 Klassen knapp 1000 Kinder. Bis Ende des Jahres 1904 wurden in der Gemeinde 109 Kinder getauft und 25 Paare getraut. Am 1. Dezember 1904 eröffnete eine Leihbibliothek mit 50 Bänden, die einen Monat später dem Bonner Borromäusverein angegliedert wurde. Aus dem St.-Michael-Gesangsverein wurde durch kirchliche Weihe der St.-Michael-Kirchenchor. Am 20. März 1905 wurde Hugo Liedmann aus Krefeld zum neuen Priester ernannt, so dass die Anzahl der heiligen Messen erhöht werden konnte. Am 1. April 1907, einem Ostermontag, wurde die St.-Michael-Kirche Pfarrkirche und das Rektorat zum selbständigen Pfarrbezirk St. Michael erhoben. Damit schied St. Michael aus der Mutterpfarre St. Johann Baptist im Zentrum Essens aus. Die Pfarrgrenzen entsprachen denen des vorangegangenen Rektorats: die Bahntrassen im Westen und Norden, die Grenze Frillendorf und Huttrop im Westen und Süden. Die ehemalige Mutterpfarre gab 25.000 Mark zur Errichtung einer Pfarrerwohnung und stellte dafür das 1991 Quadratmeter große Grundstück zwischen Wächtler- und Michaelstraße zur Verfügung. Gleichsam wurde Grund zum Bau einer neuen Kirche zur Verfügung gestellt, da die bisherige Kirche als bessere Notkirche gedacht war. Diese neue Kirche wurde, obwohl ihr Bau im November 1907 vom neuen Pfarrer Johannes Jansen und dem Kirchenvorstand beschlossen wurde, nie gebaut. Am 21. Februar 1908 wurden die Pläne des Architekten Paul Stockebrand zum Bau eines Pfarrhauses und zweier Kaplaneien an der Michaelstraße genehmigt. Diese Gebäude wurden Mitte 1909 bezogen. Im Januar des Jahres beschloss man die Anschaffung einer neuen Orgel. Im Frühsommer 1911 begann man mit dem Bau eines Gemeindehauses, das am 7. Januar 1912 feierlich eingeweiht wurde. In dem Gemeindehaus befand sich eine nicht-öffentliche Wirtschaft, deren Getränke nur zu bestimmten Zeiten an die entsprechenden Versammlungsteilnehmer ausgeschenkt wurden. Im Oktober 1927 gab es eine neue Schankerlaubnis, die die Schankzeiten erweiterte.
Während des Ersten Weltkrieges, am 12. Dezember 1916, konnte im Pfarrbezirk an der Gemeindeschule X der erste katholische Kinderhort eröffnet werden. Am 12. Januar 1917 folgte ein weiterer Kinderhort, diesmal für Mädchen im katholischen Vereinshaus. Nach dem Kriege, etwa 1920, stellte sich ein Problem dar, das mit der am 27. September 1911 eröffneten Franziskanerkirche Heilig Kreuz zu tun hatte, denn die Steeler Straße trennte diese nördlich am unteren Steeler Berg befindliche Kirche von St. Michael, so dass viele Gemeindeglieder dorthin gingen. Heiligabend 1922 wurde neben der Taufkapelle in St. Michael eine Kriegertafel eingeweiht, die an die knapp 200 im Krieg gefallenen Gemeindeglieder erinnerte.
Im Kölner Dom empfing am 7. März 1927 Joseph Teusch, Gemeindeglied von St. Michael, die Priesterweihe. Später berief man ihn als Domvikar an die Bischofskirche. Er leitete die Abwehrstelle für NS-Weltanschauung, der es unter schwierigen Umständen gelang, rund 17 Millionen Exemplare eines Kämpferischen Katechismus deutschlandweit unter die Katholiken zu bringen. Nach der Zeit des Nationalsozialismus wurde er Generalvikar im Erzbistum Köln. Weitere Bekanntheit erlangte Teusch als führender Mitbegründer der katholischen Hilfswerke Misereor und Adveniat.
Am 10. November 1930 gab es den ersten Martinszug der Pfarrgemeinde. Als am 15. Dezember 1931 die neue Pfarrgemeinde Heilig Kreuz errichtet wurde, musste St. Michael Teile seines Bezirkes abgeben, erhielt aber im Gegenzug Teile der Nachbargemeinde St. Bonifatius neu hinzu. 1936 zählte die St.-Michael-Gemeinde rund 7200 Gemeindeglieder. Und so kam erneut der Wunsch nach einer neuen Kirche auf, denn das jetzige, als Notkirche errichtete Gebäude war so marode, dass der Kirchsaal bei starkem Regen unter Wasser stand. Ein Plan der Altenessener Architekten Böll und Dressler wurde von der erzbischöflichen Behörde genehmigt, wonach ein Neubau etwa 300.000 Reichsmark hätte kosten können. Als der Bauplatz feststand und das Kapital vorhanden war, waren die Kriegsvorbereitungen der Hitler-Regierung daran schuld, dass weder Arbeitskräfte noch Material vorhanden gewesen wären. Also setzte man das vorhandene Geld zur Instandsetzung der alten Kirche ein. Erneut änderte sich das Gebiet des Pfarrbezirkes St. Michael, in dem am 1. August 1938 ein Austausch mit der Pfarrei St. Hubertus stattfand.

## Zweiter Weltkrieg

### Erste Einschränkungen
Schon zu Beginn des neuen Schuljahres wurden im April 1939 die Kruzifixe in den Schulen entfernt. Die erste Predigt während einer Heiligen Messe in St. Michael musste am Sonntag, den 3. September 1939 wegen eines Fliegeralarms abgebrochen werden. Vier Tage danach wurde aus Gründen der Luftabwehr von der Polizei das Glockenläuten verboten. Dieses Verbot wurde am 29. Oktober wieder gelockert – so durfte an Sonn- und Feiertagen immerhin drei Minuten lang geläutet werden. Der Keller des Vereinshauses musste als Schutzkeller hergerichtet werden. Die anderen Keller der Kirchengebäude folgten ein Jahr später, damit möglichst viele Besucher in die Kirche durften, denn sie mussten alle laut Verordnung in den Schutzkellern Platz finden. So konnten noch etwa 500 Personen St. Michael aufsuchen. Da die Hauptorgel zum Umbau bei der Orgelmanufaktur Klais in Bonn war, stellte man eine kleine, am 1. Oktober 1939 geweihte Chororgel mit acht Registern in den Altarraum. Die neue Orgel mit nun 31 Registern wurde am 16. Juni 1940 eingeweiht. Der derzeitige Pfarrer Aloys König schaffte für die Erstkommunion Einheitskittel an, da einige Eltern ihren Kindern keine Erstkommunionskleidung kaufen konnten, oder, weil sie Nationalsozialisten waren, wollten. Über diesen Kitteln trugen Mädchen gelbe und Jungen rote Bänder.

### Zerstörung durch Luftangriffe
Bis 1942 blieb der Pfarrbezirk St. Michael trotz vieler Fliegeralarme von Bomben verschont. Eine erste Bombe traf am 9. März 1942 ein Haus an der Ruhrallee, deren Wucht sogar noch Scheiben in der Steeler Straße und der Michaelstraße klirren ließ. In der Nacht vom 5. auf den 6. März 1943 beschädigten dann die Bomben eines großen Fliegerangriffs die St.-Michael-Kirche derart schwer, dass sie in Folge völlig ausbrannte. Auch das Vereinshaus war dabei schwer beschädigt worden, so dass die darin befindliche Wirtschaft von da an geschlossen bleiben musste. Nur die Sakristei blieb nahezu unversehrt. Dazu waren in der Gemeinde rund um den Wasserturm sehr viele Wohnhäuser zerstört und ausgebrannt, so dass etwa 3.000 Gemeindeglieder kein Dach mehr über dem Kopf und auch keine Pfarrkirche mehr hatten. Immerhin konnte der Saal des Vereinshauses als Notkirche hergerichtet werden, damit die 800 verbliebenen Gemeindeglieder – es waren einst zehnmal so viele – einen Gottesdienst besuchen konnten. Es folgten am 12. März und am 3. April 1943 zwei weitere Luftangriffe, was der Grund für die Flucht von vielen Frauen, Kindern und älteren Leuten auf das Land war. Doch trotz aller Wirren gingen am ersten Ostertag des Jahres 22 Kinder zur Heiligen Erstkommunion. Beim sechsten Großangriff auf Essen, am 25. Juli 1943, beschädigte ein Bombeneinschlag auf dem nahe gelegenen Kurfürstenplatz auch wieder die notdürftig reparierten Gemeindegebäude. Am 18. Juni 1944 waren rund 500 Gläubige zu einer kleinen Feierstunde in die ausgebrannte, aber von Schutt befreite St.-Michael-Kirche gekommen. Sie gedachten der 40 Jahre zurückliegenden Kirchweihe. Auch die St.-Michael-Gemeinde musste im Rahmen der Metallspende des Deutschen Volkes alle ihre metallenen Gegenstände aus der Kirche abgeben, die dann meist eingeschmolzen wurden. Nach einem weiteren Luftangriff am 23. Oktober 1944 waren alle Fenster und Türen sowie das Dach der Notkirche erneut schwer beschädigt worden. Einsetzender Herbstregen, der nun ungehindert ins Innere eindrang, machte alles Weitere zunichte. Viele Mitmenschen halfen bei Aufräumarbeiten, um zumindest Wege frei von Trümmern zu halten. Das Dach wurde mit alten Türen vernagelt. Der Pfarrer konnte noch einen Schlafraum, die Küche und einen Kellerraum als Büro im Pfarrhaus nutzen, und so weiterhin in der Gemeinde bleiben. Zu Weihnachten 1944, nach weiteren Fliegerangriffen, wurde in der stark beschädigten Notkirche bei Kerzenschein ein Gottesdienst von Josef Hengst abgehalten. Er war wenige Tage zuvor zum Priester geweiht worden und wurde später Polizeipfarrer in Essen. In der Zeit vor Weihnachten wurde die Kirche immer weiter durch Bombenabwürfe beschädigt, so dass die Mauer zur Michaelstraße eingestürzt war, alle Fenster und Türen zerstört waren und der Notaltar umgeworfen worden war. Doch auch hier wurde ein Gottesdienst dank der Mitarbeit von Frauen und Mädchen möglich gemacht.
Nach Weihnachten 1944 war man fast zwei Monate von weiteren Luftangriffen verschont geblieben. Doch am 23. Februar 1945 ging der Bezirk um den Wasserturm nach einem kurzen und heftigen Angriff erneut in Flammen auf. Danach bahnte man erneut Wege durch die Trümmer bis zur Notkirche. Nach einem Sonntagsgottesdienst am 13. März 1945 warfen Bomber gegen etwa 15 Uhr viermal hintereinander unzählige Bomben ab. Es war der letzte, aber auch der schwerste Angriff auf die Gemeinde St. Michael. Ein Volltreffer zerstörte das Pfarrhaus gänzlich. Der rückseitige Teil der Kapelle erhielt ebenfalls einen Volltreffer, der vordere Teil wurde durch nahe Einschläge schwer beschädigt. Weder Altar noch sonstiges Kircheninventar blieb erhalten – die Pfarrei St. Michael war weitgehend zerstört. Den Geldschrank mit wichtigen Akten und den Kirchenbüchern konnte man später aus den Trümmern bergen, sein Inhalt war unversehrt.

### Notbehelfe nach dem Kriege

#### Aufräumarbeiten
Am 10. April 1945 marschierten die ersten Amerikaner auf der nahe gelegenen Ruhrallee. Und ab 21. April des Jahres durfte die Pfarre St. Michael in der Aula der benachbarten Viktoriaschule ihre Gottesdienste feiern. Aber auch dorthin mussten Wege durch Schutt und Trümmer gebahnt werden, die Decke war durchlöchert und es konnte nicht geheizt werden. Im Juni siedelte die Pfarre in das Erdgeschoss des Gau-D.A.F.-Hauses (Ecke Steubenstraße/Manteuffelstraße) um. Notdürftig richtete man nun hier den Raum mit umgearbeiteten Bänken aus einem Bunker in der Bassinstraße und einem Altar aus Brettern ein. Im September 1945 zog Pfarrer König und zwei Jahre später Kaplan Heinrichs in dieses Haus ein, in dessen Souterrain dann auch ein Kindergarten eingerichtet wurde. Zum Jahresende 1945 lebten wieder etwa 3.000 Katholiken im Pfarrbezirk St. Michael, von denen allerdings viele aus anderen Stadtteilen kamen. Viele Mitglieder der kirchlichen Vereine wohnten auch nicht mehr im Umkreis, weshalb sich ein Wiederaufbau des Gemeindelebens als sehr schwierig herausstellte. Ende 1946 wurde die Pfarrbibliothek wiedereröffnet, denn rund 2.000 von der Gestapo beschlagnahmte und einige aus Trümmern gerettete Bände standen nun wieder bereit. Es begannen sich nach und nach wieder Gruppen, Kreise und Vereine zu bilden, darunter auch ein Paramentenverein und ein kleiner Kirchenchor. Ein Kirchenneubau war aus finanzieller Sicht noch unmöglich. Dazu war noch unklar, welche Größe die zukünftige Gemeinde haben würde.

#### Wiederaufbau des Vereinshauses
Man begann damit, die Bombentrichter zu verfüllen und die Michaelstraße und das Vereinshausgelände von Schutt zu befreien. Mehrere Freiwillige halfen dabei und putzten Steine, die man zum Bauen wieder verwenden konnte, um das Vereinshaus als Notkirche mit Vorderhaus als Wohngebäude wieder aufbauen zu können. Der neu gegründete Pfarrverein sammelte bis Ende 1948 10.000 DM, so dass im Februar 1949 der Bau begonnen wurde. Mit einem weiteren Darlehen von 50.000 DM, Zuschüssen von Bistum und Land und knapp 26.000 DM Eigenkapital der Gemeinde wurde die Notkirche im wiedererrichteten Vereinshaus an der Michaelstraße am 29. September 1949 eingeweiht. Das Haus war zum neuen geistigen Zentrum geworden. Da im Umkreis viele Häuser neu gebaut oder wieder hergerichtet wurden, stieg die Zahl der Gemeindeglieder im Laufe des Jahres 1949 um etwa 1000 Personen an. 1950 erhielt das Vereinshaus eine kleine Glocke. Anfang 1951 wurde ein neuer Knabenchor gegründet. Auf dem alten Kirchengelände waren Mitte dieses Jahres neu gebaute Wohnblocks bezugsfertig. Die Notkirche im Vereinshaus erhielt zu Ostern 1952 einen Wandteppich mit der Abbildung des Pfarrpatrons St. Michael. Am 14. Dezember 1952 wurde hier die neue Orgel mit vier Registern der Firma Seifert aus Kevelaer erstmals gespielt.

## Neue Kirche St. Michael

### Planungen
Am 6. Juli 1951 wurde in einer Sitzung des Kirchenvorstandes beschlossen, mit der Planung einer neuen St.-Michael-Kirche zu beginnen. Als ein Jahr später, am 14. September 1952, ein neuer Kirchenvorstand gewählt wurde, waren jedoch weder die Pläne noch das Geld genehmigt. Noch ein Jahr später, in einer Kirchenvorstandssitzung am 8. Juni 1953, wurde der Neubau der Kirche nach Plänen des Essener Architekten Heinrich Böll beschlossen. Am 1. September 1953 wurde vom Erzbischöflichen Generalvikariat die Baugenehmigung erteilt und das Geld bereits zuvor, am 24. Juni, bewilligt. Die neue Kirche sollte nun an der Michaelstraße 54 entstehen.

### Vom ersten Spatenstich zur Einweihung
Der erste Spatenstich wurde durch Pastor Koehne am 6. September 1953 um 12.15 Uhr vorgenommen. Darauf folgte am 25. Oktober des Jahres die feierliche Grundsteinlegung durch Weihbischof Joseph Ferche, so dass die Firma Hoch- und Tiefbau Müller & Co. mit den Bauarbeiten fortfahren konnte. Nach Frostschäden im neuen Betonfundament im Januar 1954 wurde der Rohbau zu Ostern 1954 zu einer ersten Besichtigung freigegeben. Daraufhin machte Weihbischof Ferche am 14. April des Jahres die Zusage, die neue St.-Michael-Kirche am 3. Oktober 1954 zu weihen. Diese Kirchweihe hatte ihren ersten Teil am 2., und den zweiten am Sonntag dem 3. Oktober. Am zweiten Tag wurde der Altar geweiht, in den die Reliquien des Heiligen Gereon und der Heiligen Ursula eingelassen wurden. Sie waren ein Geschenk des Erzbistums Köln. Am 10. Oktober 1954 wurde in der neuen Kirche das 50-jährige Bestehen der Gemeinde St. Michael gefeiert.

### Bau des Ruhrschnellweges und des Kirchturmes
1956 begann der Ausbau des Ruhrschnellweges durch Essen. Das bedeutete erstens eine weitere Zerschneidung des Gemeindegebietes, und zweitens mussten die neuen Wohnblocks an der Wächtlerstraße (auf dem alten Kirchengelände) und der dort entstandene Kindergarten der Autobahn weichen. Der neue Kindergarten wurde nun hinter der neuen Kirche erbaut und am 3. Februar 1962 eingeweiht. In gleichen Verhandlungen über den Grundstückstausch wurden als Ersatz für die Wohnblocks eine Kaplanei und ein Pfarrhaus an der Steubenstraße vereinbart. Des Weiteren soll die neue Kirche einen Turm erhalten. Dazu verkündete Pastor Koehne am 1. November 1957, dass das Erzbistum Köln dafür 36.000 DM bereitstellt, die Gemeinde aber dennoch rund 30.000 DM dazugeben muss. Und am 29. Dezember teilte Pastor Koehne mit, dass mit dem Bau des Turmes in der Woche nach dem Weißen Sonntag 1958 begonnen werden soll. Schließlich begann der Bau des vom Kirchenkörper getrennten Turmes in der Fronleichnamswoche des Jahres 1958.

#### Geläut
Am 27. Mai 1960 erhielt die St.-Michael-Kirche mit einer Prozession die drei alten Glocken aus der zerstörten Kirche zurück. Sie wurden auf einem Hof an der Spichernstraße gelagert. Die Glocken mit den Namen Michael, Joseph und Maria wurden vom Bochumer Verein überholt. Dieser goss auch zwei neue Glocken, die man nach dem Heiligen Heinrich und dem Heiligen Martinus benannte. Domkapitular Gaul weihte sie am 12. Juni, dem Dreifaltigkeitssonntag. Das gesamte Geläut ist auf die Töne d, f, g, b und c abgestimmt.

### Architektur und Innenraum
Der Architekt Heinrich Böll orientierte sich Anfang der 1950er Jahre an der Kirchbauentwicklung der zwei Jahrzehnte zuvor. Dabei entwickelte er einen dreimal so langen wie breiten Rechtecksaal, daran zwei Seitenschiffe und ein leicht eingezogenes Chorquadrat. So entstand eine Basilika mit hohem Mittel- und deutlich niedrigeren Seitenschiffen. Der gesamte Bau ist nach Westen ausgerichtet.
Im Innenraum befindet sich, nachdem man einen langen Mittelgang zwischen den Kirchbänken durchlaufen hat, vorn eine leicht erhöhte Altarebene und rechts daneben ein Oratorium hinter drei Pfeilern, das einst als Werktagskapelle genutzt wurde. Rückwärtig befindet sich ebenerdig die Taufkapelle und auf zwei Stahlstützen darüber die Orgelempore unter einem flachen Satteldach und vor einer farbigen Chor-Rückwand. Die Decke hat einen Längsknick und ist in Quadrate aufgeteilt, deren blaue Färbung nach vorn abnimmt. Diese Kassettendecke erhielt die Kirche im Zuge von Renovierungsarbeiten, die am 20. April 1964 begannen und bis Anfang 1965 andauerten. Ein Jahr später erhielt die Außenwand des Kirchengebäudes Faserzementplatten zum Schutz gegen eindringende Feuchtigkeit.
Ende der 1980er Jahre wurde die St.-Michael-Kirche durch den Essener Architekten Franz-Josef Gierse technisch und bauphysikalisch komplett saniert, wobei der Innenraum ein völlig neues Farbkonzept erhielt.

#### Altarraum
Der durch vier Stufen erhöhte Altarraum besitzt einen nahezu schwarzen Boden. Der heutige Altar wurde 1965 aufgestellt und von der Firma Theodor Imberg in Bochum gefertigt.
Die Chorrückwand schmückte bis ins Jahr 2004 ein zwölf Meter hoher und vier Meter breiter Wandteppich, der den gesamten Raum dominierte. Er stammte von der Kölner Künstlerin Milli Schmitz-Steinkrüger und wurde am Palmsonntag, den 28. März 1958, hier angebracht. Nach einem Beschluss des Kirchenvorstandes im Jahr 1956 zur Anschaffung des Wandbehangs benötigte die Künstlerin etwa 1 ½ Jahre für dieses Kunstwerk. Es stellte im oberen Drittel das Thema der Dreifaltigkeit in der Form des Gnadenstuhls dar. Der thronende Gott hielt vor sich das Kreuz Christi im Schoß, von einer darüber strahlenden Geist-Taube und inmitten von acht betenden Engeln. Unter diesem Bild waren die vier Erzengel zu sehen, die mit den oberen acht die symbolische Zahl Zwölf ergeben. Von links aus gesehen stand dort Uriel mit dem Schwert, Michael, der Patron dieser Kirche als Drachentöter, Gabriel mit dem Botenstab und schließlich rechts Raphael mit dem Pilgerstab. Des Weiteren waren hier auch Adam und Eva abgebildet, die Michael, nach dem Abschmettern des Satans in den Abgrund, ins Paradies führte. Dieser Wandteppich wurde 2004, zum 100-jährigen Jubiläum von St. Michael, bei einer Reinigung irreparabel beschädigt und konnte nicht wieder aufgehängt werden.
Seit 2005 schmückt die Chorrückwand eine Christusfigur aus der inzwischen abgerissenen evangelischen Trinitatiskirche an der Basunestraße in Essen-Altenessen. Diese etwa vier mal vier Meter große Holzfigur wurde etwa 1955 von einem bayerischen Bildhauer geschaffen und zeigt Christus auf einer Weltkugel thronend.
Der Tabernakel bildet mit seiner tulpenähnlichen Form auf der rechten Tür Jesus im Garten Getsemani ab, der mit seinen ausgebreiteten Armen die auf der linken Tür abgebildeten Jünger aufnehmen könnte. Über den Jüngern ist eine Dornenkrone.
Unter anderem zur Erweiterung und Gestaltung des Altarraumes wurde im Herbst 2002 der Kirchbauverein St. Michael am Wasserturm gegründet, der, neben anderen Dingen, zu einer neuen Beleuchtung des Raumes beigetragen hat.

#### Orgel
Die Firma Franz Breil in Dorsten baute 1954 die erste Orgel auf die Orgelempore, mit zwei Manualen und elf Registern. 1967 wurde die Orgel erweitert und erhielt sechs neue Register, und zwei Jahre später erneut vier weitere Register. 1975 wurde das Pedal umgebaut und die Orgel nochmals um vier neue Register bereichert. Nach einem weiteren Ausbau durch die Firma Franz Breil 1977 besaß die Orgel insgesamt 28 Register, womit sie am 8. Oktober 1977 mit einem Orgelkonzert eingeweiht wurde. Am 22. April 1990, nach einer vierjährigen Planungs- und Durchführungsphase, stand eine neue Orgel in der St.-Michael-Kirche. Gebaut wurde diese von der Firma Manufacture d´orge unter der Leitung von Patrick Collon in Brüssel. Sie wurde den Gegebenheiten des Kirchengebäudes angepasst und besitzt nun drei Manuale, 32 Register und verstellbare Holzflügel, die den Klang optimal an den Raum abstrahlen.
Nach dem letzten Gemeindegottesdienst am Ostermontag 2019 und der damit verbundenen Außerdienststellung von St. Michael, wurde die Collon-Orgel nach St. Bonifatius transferiert.

#### Taufkapelle
Innerhalb eines kreisrunden Geländers liegt um zwei Stufen tiefer der achteckige Naturstein-Taufbrunnen. Er trägt die Inschrift: Descendit in Hanc Plentitudinum fontis virtus spiritus sancti (Es steige herab in diese Fülle der Quelle die Kraft des Heiligen Geistes); darunter steht: Fons vivus – Aqua regene – Unda purificans (lebendige Quelle – erquickendes Wasser – reinigende Welle). An der Wand hinter dem Taufort ist ein farbiger Taufbehang der Künstlerin Viola Kilian angebracht. Vor dem Taufort trägt ein großer steinerner Leuchter mit Wasserschale die Osterkerze.

#### Fenster
In den Seitenschiffen befinden sich seit 1954 vierzehn Rundfenster mit bunten Farbverglasungen, die der Maler Georg Schöler nach seinen Plänen in der Glasmalerei Derix ausführen ließ. Diese zeigen biblische Themen aus altem und neuem Testament, beispielsweise Christi Geburt, die Opferung Isaaks durch seinen Vater Abraham oder ein Bild der Dreifaltigkeit.

Außerdem erhielt die St.-Michael-Kirche in den Jahren 1972 und 1973 abstrakte Buntglas-Fenster nach Entwürfen des Essener Willi Heinzen, ausgeführt durch die Werkstätten für Glaskunst Otto Peters in Bottrop und Paderborn. Andere Künstler interpretieren diese hellen bunten Glasflächen nach einem Bibelvers: 

„Vor dem Thron ist es wie ein Meer von Glas, gleich einem Kristall.“

#### Weitere Kunstwerke

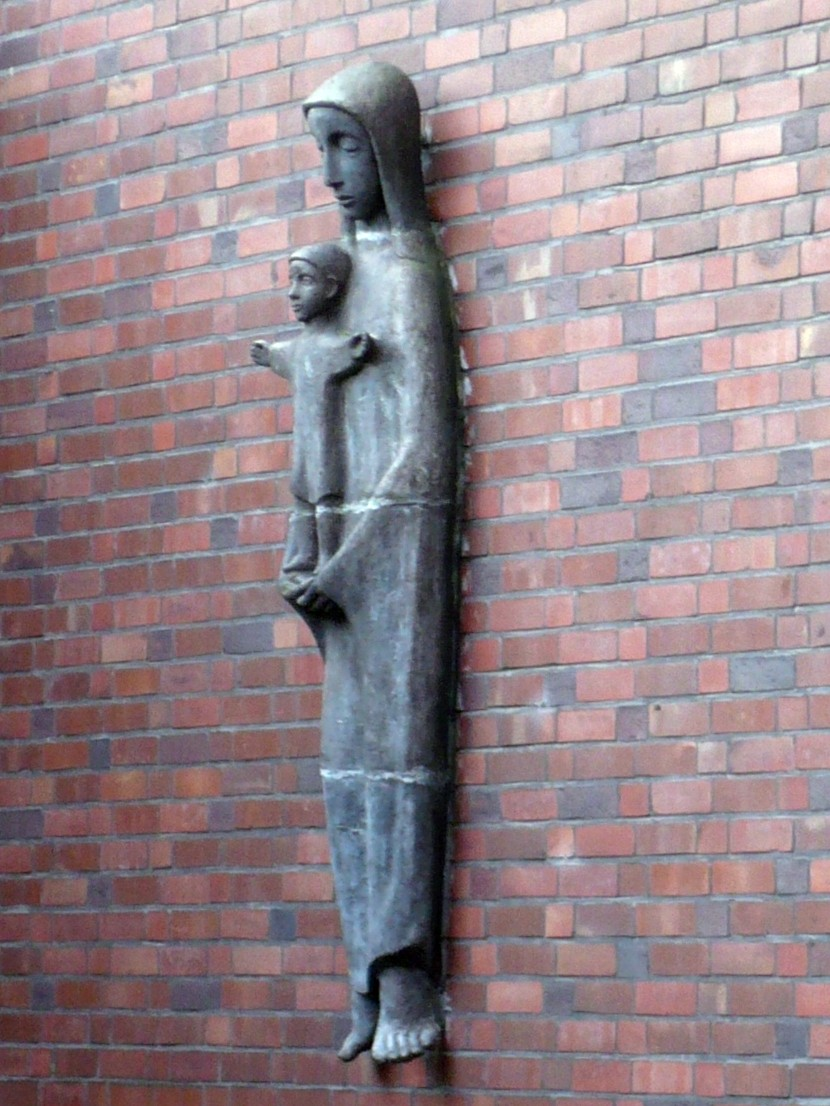
Madonnenstatue von Johannes Fischedick

Am 31. Mai 1964 erhielt die St.-Michael-Kirche eine an der östlichen Außenwand des Gebäudes angebrachte Madonnenstatue. Dieses zwei Meter hohe Madonnenabbild schuf der Bildhauer Johannes Fischedick aus Bottrop. Die Innenwände der Seitenschiffe zieren seit 1963 vierzehn rechteckige Bronzereliefs von Heinrich Gerhard Bücker. Sie zeigen kaum mehr als Jesus mit dem Kreuz, von der Verurteilung über die Kreuzigung bis zur Kreuzabnahme. Hinten links, im Windfang der Kirche, veranschaulicht die überlebensgroße Statue Ecce homo den Leidensmann, mit Dornen gekrönt und verspottet. Sie stammt auch aus dem Jahr 1963 und ist von Gottfried Kappen aus Kirchhellen aus Glasfaser-Kunststoff erstellt worden. Ebenfalls von ihm wurde im gleichen Jahr aus gleichem Material die Statue des Heiligen Antonius von Padua geschaffen.
Des Weiteren befindet sich in der Kirche ein so genannter Marien-Altar. Über dem altarähnlichen Sockel, zum Hinstellen von Kerzen und Blumen, hängt an der Wand eine Art Ikone, ein Andachtsbild, auf dem Maria das Jesuskind umfängt. Es wurde von dem aus Essen-Huttrop stammenden Künstler Klaus Zangerle entworfen. Ein Kreuz als Gnadenstuhl in der Werktagskapelle und der Apostel Judas Thaddäus sind zwei Holzplastiken, die die gesamte künstlerische Ausstattung der Kirche abrunden.

## Weblink
- Forschungsstelle Glasmalerei des 20. Jahrhunderts: Essen, Kath. Kirche St. Michael